# Provincia de Islay
La provincia de Islay es una de las ocho que conforman el departamento de Arequipa en el sur del Perú. Limita por el norte con la provincia de Arequipa; por el este con las provincias de Ilo, General Sánchez Cerro y Mariscal Nieto, del departamento de Moquegua; por el sur con el océano Pacífico, y por el oeste con la provincia de Camaná.
Jerárquicamente dentro de la Iglesia católica, pertenece a la arquidiócesis de Arequipa.

## Historia
Mediante ley del 19 de diciembre de 1862, fue creada la provincia de Islay, cuya capital es el puerto mayor del mismo nombre y se compondrá de los distritos de Tambo y Quilca.
Esta ley fue modificada por la de 3 de enero de 1879, que añadió los distritos de Mollendo, Islay, Cocachacra y Punta de Bombón. Su capital es la ciudad de Mollendo, que esta ley le dio el título de Villa y una ley de 27 de octubre de 1897 la elevó a la categoría de ciudad.  
El distrito de Quilca, que por la primera de estas leyes fue anexado de provincia de Camaná, fue reintegrado a dicha provincia por ley de 3 de enero de 1879.

## Geografía

### Geomorfología
Su extensión territorial representa el 6,13 % de la superficie regional y se ubica entre los 0 y los 1000 m s. n. m., siendo una provincia netamente costera. La superficie de la provincia de Islay, presenta hasta cinco unidades geomorfológicas, propias de la región de la costa:
- Faja litoral: Con una longitud de 90 km, es estrecha y discontinua, y comprende el territorio entre la ribera del mar y el sistema de colinas denominada cordillera de la Costa. Su topografía la configuran playas y acantilados, así como depresiones, zonas ubicadas bajo el nivel del mar. La continuación de esta faja hacia el mar lo conforman el talud continental y las fosas marinas. La más importante de las fosas es la de Mollendo que tiene una profundidad superior a los 6500 m.
- Valle principal: Esta unidad geomorfológica está conformada por el valle ubicado a ambos costados del río Tambo que llega a tener una longitud hasta de 60 km.
- Quebradas secundarias: Son reducidas y secas, funcionan en forma esporádica cuando se producen precipitaciones pluviales. Entre las principales figuran: Calzonillo, El Fiscal, Higueras, Honda, Huatrondo, Linga, Pucará y Salinas.
- Cordillera de la Costa: Esta unidad geomorfológica la constituyen el sistema de colinas ubicadas cerca y en paralelo al litoral, que comúnmente se conoce como lomas. El macizo montañoso tiene un ancho que fluctúa entre 10 y 15 km y una altitud que se va de 500 a 1000 m hacia el lado del mar es muy empinada y hacia el este es ondulada hasta perderse en la llanura costanera.
- Llanura costanera: De superficie llana y árida con características de desierto, se conoce como pampas. Es una zona amplia que alcanza a medir 45 km en su parte más ancha. Las pampas más conocidas son Caballo Blanco, Guerreros, Huagri, Pedregosa, Salinas.

### Clima
El clima de esta provincia, como zona costera está determinado por la temperatura, radiación solar, vientos, humedad y otros factores. Siguiendo la clasificación de W. Koppen, se identifican dos tipos de clima: de estepa y de desierto.
- Clima de estepa (lluvias invernales), con temperatura media anual de 17 °C. En esta área climática se encuentran la casi totalidad de los centros poblados.
- Clima de estepa (lluvias de verano): Cubre un área reducida sobre los 1500 m s. n. m. en el extremo norte de la provincia.
- Clima de desierto, con temperatura media de 18 °C. Este tipo de clima corresponde al 70 % de la superficie provincial entre los 250 y 1500 m s. n. m., con características de desierto extremo, con ausencia de lluvias.

### Hidrografía
La provincia de Islay solo tiene una cuenca hídrica: la del río Tambo. Este río nace en la sierra alta de Moquegua, de la confluencia de los ríos Paltiture e Ichuña. El río Tambo es uno de los más caudalosos y al mismo tiempo uno de los menos regulares de la vertiente del Pacífico. En la provincia de Islay, el río Tambo tiene una longitud de 60 km y su cuenca se estima en 2500 km². Su curso es muy sinuoso y de una pendiente promedio de 1,4 %

### Biogeografía
Según la Oficina Nacional de Evaluación de Recursos Naturales (ONERN), las zonas ecológicas o zonas de vida de la provincia de Islay son dos: el desierto subtropical y el desierto montano bajo.
- Desierto subtropical: Se ubica entre los 0 y los 1200 m s. n. m., cubriendo una extensión de 3700 km². Dentro de ella se encuentran la faja litoral, el valle principal, las quebradas secundarias, así como gran parte de la cordillera de la Costa y la llanura costanera. Se distinguen dos áreas bien definidas una formada por llanuras y colinas de suelos aluviales de fertilidad media y con algunos problemas de salinidad donde se ubica la zona agrícola. Los suelos son de origen aluvio-coluvial con inclusiones eólicas en el sector de las pampas eriazas y en el sector hidromórfico salinizado ubicado a lo largo del litoral, los suelos son origen fluvial y marino (Mollendo, Mejía y Punta de Bombón). La otra área es de relieve accidentado y está formado porlomas, algunas colinas y zonas montañosas sin vegetación. Los suelos son residuales con afloramientos rocososy muy superficiales. Presenta escasa flora con excepción de las lomas que por estar ubicadas a 3 o 4 km del litoral forman una barrera que frena las neblinas invernales. La vegetación en el sector hidromófico y salinizado lo forman plantas que se han adaptado a esas condiciones como el junco y la totora en las lagunasde Mejía. También hay gran cantidad de algas. La fauna es diversa, sobre todo entre La Curva y Punta deBombón.

- Desierto montano bajo: Cubre solo el cinco por ciento de la superficie de la provincia. Está ubicado a continuación del desierto subtropical y se extiende más allá de los límites provinciales. Los suelos en las laderas y en lasporciones terminales de la llanura costera son residuales y de fertilidad baja. La vegetación natural es escasa, basada en cactus.

## División administrativa
La provincia tiene una extensión de 3886.03 km² y se encuentra dividida en 6 distritos:
- Mollendo
- Cocachacra
- Deán Valdivia
- Islay
- Mejía
- Punta de Bombón

La Municipalidad Provincial de Islay oficialmente está dividida en cuatro municipalidades distritales: Cocachacra, Dean Valdivia, Mejía y  Punta de Bombón.

## Población
- Población estimada (2002): 56 870 habs.
- Superficie: 3846,49 km²
- Densidad poblacional: 34,63 habs./km²
- Capital: Mollendo (27 m s. n. m.)
- Número de distritos: 6
- Distancia de la capital regional: 126 km

## Economía

### Recursos naturales
Cuenta con cinco grupos de tierras: 
- Área agrícola del valle con una potencialidad de 17 580 ha con buena calidad de suelos.
- Área agrícola de quebrada con una potencialidad de 800 ha con franjas angostas y accidentadas.
- Área de lomas que abarca 39 200 ha aprovechadas temporalmente con pastoreo.
- Área pampas eriazas que cubre una extensión de 306 000 ha de las cuales 138 900 ha pueden ser aprovechables para la agricultura.
- Área Hidromórfica y salinizada con una extensión de 5100 ha.

### Pesquería
La pesca marítima y continental son actividades importantes en la provincia, ya que cuenta con una extensa faja de litoral donde se ubica la mayor biomasa marina de la Región y el río Tambo donde se desarrolla el camarón.
La extracción de las especies marinas se efectúa en forma artesanal e industrial. La pesca artesanal está destinada para el consumo directo de la población. Se extraen principalmente especies como el jurel, lorna, pejerrey, caballa, dorado, liza y bonito así como choros (mariscos).
La extracción destinada a la industria conservera comprende las especies: sardina, lorna, bonito, caballa, cabinza, y también mariscos como: tolina, caracol., choro, lapa, almeja y pulpo.

### Actividad agropecuaria
La producción agrícola de esta provincia se concentra en cultivos como el arroz, papa, ajo, camote, cebolla, maíz amarillo, olivo y caña de azúcar.La producción pecuaria bovina complementa a la vocación agrícola de la provincia, aunque en los últimos años 
ha disminuido la producción de leche. La crianza de ovinos es poco significativa, en cambio la producción avícola se incrementa año en año.

#### Ganadería
- Vacuno: 14 763 cabezas
- Ovino: 6257 cabezas
- Auquénido: 7 cabezas

## Transportes
- Aéreo: cuenta con una pista de aterrizaje de 1.5 km entre Mollendo y Mejía
- Terrestre: la red vial de esta provincia asciende superior a los 780 km
- Marítima: esta provincia cuenta con uno de los más importantes puertos del país (Matarani) y que atiende el tránsito de mercadería para la república de Bolivia. El puerto de Matarani tiene un muelle marginal de 582,9 m de largo y 22 m de ancho, con cuatro amarraderos que permite atendes simultáneamente 3 naves de 180 m de eslora y 25 000 t de peso; un muelle para la operación de embarcaciones especiales tipo Roll on-Roll off, de 35,9 m de largo y 24 m de ancho; un muelle pesquero de 90,3 m de largo y 25 m de ancho; una torre neumática para granos, así como faja transportadora para embarque de minerales a granel.

## Comunicaciones
En esta provincia existen servicios de telefonía con centrales en El Arenal, La Curva, La Punta de Bombón, La Florida, Matarani, Mejía, Mollendo, además de centros comunitarios en todos los principales centros poblados. 

## Turismo
Esta provincia cuenta con muchos atractivos turísticos, uno de los principales son las playas de Mollendo y sus caletas, donde se realizan deportes como la pesca y caza submarina. La actividad turística es estacional. Otro importante atractivo turístico son las Lagunas de Mejía, a donde llegan doscientas treinta especies de aves migratorias.[cita requerida]
- Santuario Nacional Lagunas de Mejía

Son una extensa línea de lagunas salobres, donde se han registrado alrededor de 210 especies de aves entre migratorias y residentes, como la polla de agua, el piquero, el águila pescadora, la parihuana (flamenco), etc, algunas especies llegan desde Alaska, América del Norte, Asia, Bolivia, Argentina y los Andes peruanos. Se ubican en los distrito de Dean Valdivia, Mejia y La Punta. Fueron declaradas como Santuario Nacional y Humedal RAMSAR, es uno de los atractivos más importantes de Islay.
- El cristo de la punta

Ubicado en el cerro Bandurrias en la Punta de Bombón, es una imagen de cristo puesta para «que vigile el valle».
- Islas Loberas

Son una serie de islas pequeñas, donde se puede apreciar al lobo de mar, el alcatraz, aves marinas y el pingüino de Humboldt. Se pueden llegar a ellas mediante lanchas.
- El muelle

Antiguamente el muelle de Mollendo era el centro económico de la ciudad, donde llegaban barcos de todos los rincones del mundo. Fue abandonado y recientemente remodelado como un atractivo turístico.
- Playas de Mollendo

Son las más importantes del departamento de Arequipa y del sur peruano, siendo también las más concurridas del sur. Son unas extensas líneas de playa de arena blanca, con una extensión de 15 km. Después siguen las de Mejia hasta el final de la provincia.
- Las lomas y la cruz de fierro

Las comúnmente llamadas lomas son parte de la cordillera de la Costa en Islay. Aquí se encuentran el «chollonco» y varias especies de aves, así como el zorro costero y algunos auquénidos. En la época de lluvias, de noviembre a febrero, en las lomas florecen los amancaes y diversos tipos de flores.
La cruz de fierro es un símbolo de la ciudad. Los pobladores cuentan que una familia con honor a hacer tradición llevaron esa cruz con puntas de fierro a la cima del cerro más grande en la ciudad. Desde la ciudad, se observa el camino y arriba una pequeña cruz.

## Autoridades

### Regionales
- Consejero regional
  - 2019-2022:[2] Elmer Lorenzo Pinto Cáceres (Acción Popular)

### Municipales
- 2019-2022[2]
  - Alcalde: Edgar Augusto Rivera Cervera, de Arequipa Transformación.
  - Regidores:

  1. Jorge Elías Gutiérrez Bedregal (Arequipa Transformación)
  2. José Ignacio Paredes Sánchez (Arequipa Transformación)
  3. Erika Alejandra Saba Casapía (Arequipa Transformación)
  4. Percy Jesús Cersso Medrano (Arequipa Transformación)
  5. Erick Martín Miranda Gutiérrez (Arequipa Transformación)
  6. Shachi Isabel Ojeda Arakaki (Arequipa Transformación)
  7. Yovany Jesús Benavente Paredes (Acción Popular)
  8. Emperatriz Martha Canqui Pomalequi (Perú Libertario)
  9. Zulema Rocío Quispe Zapana (Arequipa-Unidos por el Gran Cambio)

## Festividades
- San Pedro
- La Cruz de Fierro
- Todos los Santos
- Aniversario de la fundación de Mollendo